# 石慶
石 慶（せき けい、? - 紀元前103年）は、前漢の人。茂陵の人。漢の武帝の時代に丞相を務めた。

## 略歴
万石君石奮の末子で、孝行で知られており、景帝の時代には二千石の官に就いていた。
武帝即位後の建元2年（紀元前139年）、郎中令王臧らが失脚すると、太皇太后竇氏は実質の無い儒者よりも言わずして実行する万石君の方が良いと考え、石奮の長男の石建を郎中令、石慶を内史とした。
ある日、内史石慶が酔って帰宅する時に車から降りずに外門に入った。それを聞いた石奮は食事を取らず、石慶が肌脱ぎして謝罪しても許されず、兄の石建や一族皆が肌脱ぎして謝罪した。石奮は「内史は貴人であり、里に入れば里の長老も皆走って逃げるものであるのに、内史が車の中で何もせずにいて良いものか！」と叱責した。以後、石慶たちは里の門をくぐると、小走りで家まで行くようになった。
石慶が太僕となって武帝の馬車の御者を務めた際、武帝が車中から馬の数を尋ねた。石慶は鞭を使い馬の数を一つ一つ数え上げた上で「六頭でございます」と答えた。石慶は石氏の兄弟の中でも最も大まかな性格であったが、それでもこのようであった。
その後、斉国の相となり、斉国では彼の家を慕い、罰を行わずして斉は治まったため、石相祠が作られた。その後、沛郡太守となった。
元狩5年（紀元前118年）、武帝が皇太子の劉拠を立てた際、その教育係を選ぶこととなり、石慶が選ばれて太子太傅に任命された。元鼎2年（紀元前115年）、罪があって自殺した張湯の後任の御史大夫となった。
元鼎5年（紀元前112年）、丞相趙周が酎金の事件の罪で獄に下されて死亡し、石慶がその後任の丞相となり、列侯の牧丘侯に封じられた。
この当時、漢は南越・閩越・朝鮮討伐、匈奴との戦い、大宛への遠征、武帝の全国の視察、封禅などがあり、極めて仕事が多かった。桑弘羊の財政政策、王温舒らの厳しい法律、児寛らの文学など九卿がかわるがわる登用され、それらの事は丞相である石慶を通さずに決定された。石慶は恭しくするだけで、その状況を正すこともできず、武帝の近臣所忠や九卿の減宣を処罰するよう進言したが、かえって自分がその咎を受ける有様であった。
元封4年（紀元前107年）、関東の流民が200万人、戸籍が無い者が40万人生まれた。大臣は流民を辺境に遷そうと議論していた。武帝は石慶は老年で謹厳なのでこの議論に加われないと思い、彼には休暇を与えた上で御史大夫以下に議論させた。石慶は任に堪えないと思われたことを恥じて辞職を申し出たが、武帝は「この事態には丞相に責任があるというのに辞職するとはこの事態を誰に押し付けるつもりか。家に帰れ」と答えた。石慶は家に帰れと言われたのを辞職が認められたものと考えたが、丞相の部下たちは極めて厳しい叱責を受けたものと考え、自殺を勧める者もいた。石慶は恐れてなすすべを知らず、結局辞職を止めて職務に復帰した。
その後太初2年（紀元前103年）に死亡した。恬侯と諡された。子の石徳が列侯を継いだ。
石徳は太常となった時に罪があって列侯を奪われた。石徳はその後太子少傅となり、皇太子劉拠に皇帝を呪詛した疑いが掛けられた時（巫蠱の禍）に劉拠に挙兵を勧め、劉拠と共に戦ったが捕らえられて処刑された（『漢書』劉拠伝、劉屈氂伝）。